# Faules de La Fontaine

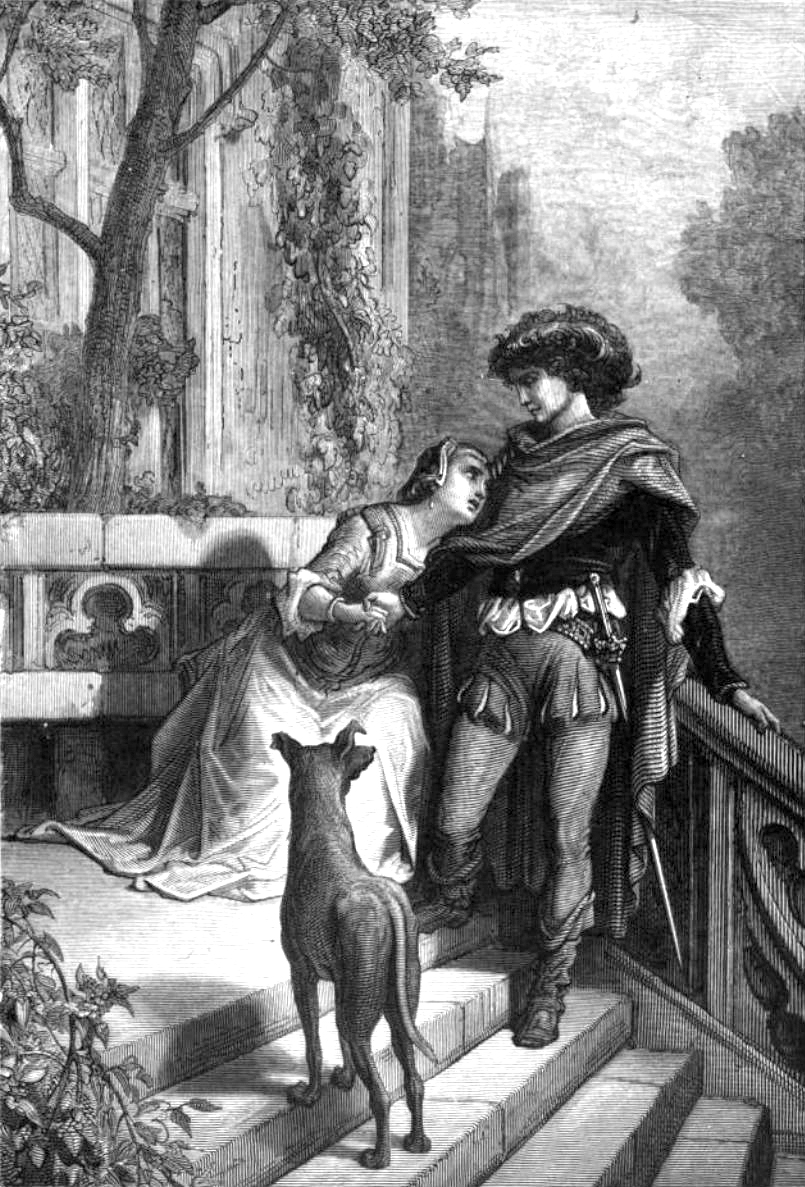
Dibuix de Dos coloms de Gustave Doré.

Les Faules de La Fontaine, també conegut com Les Fables, és una obra de l'escriptor i poeta francès Jean de La Fontaine. Va publicar la primera part el 1668 i la segona part el 1679. És un recull de 243 faules, escrit en forma de poema, on animals amb característiques humanes tenen un paper central i on es conta una moralitat.

## Context
Jean de La Fontaine va dominar gèneres diferents (com els contes de fades), però va ser conegut sobretot per les seves faules. Podia publicar-les gràcies a un mecenes. La primera part del recull de faules va ser publicada el 1668 i va ser dedicada a Lluís de França, també nomenat Le Grand Dauphin (El gran delfí). Aquesta part correspon als llibres I-VI. Després de la mort d'Enriqueta d'Anglaterra, on vivia La Fontaine, va trobar refugi durant vint anys a casa de Madame de la Sablière, amb qui tenia una amistat sòlida. Ella tenia un saló que era visitat per molts escriptors, científics i filòsofs cèlebres, com Jean Racine, Molière i Madame de Sévigné. Jean de La Fontaine va escriure la segona part de les Faules un decenni després de la primera part. Va publicar l'obra el 1679 i la va dedicar a Madame de Montespon, l'amant del rei. La segona part correspon als llibres VII-XI. L'èxit d'aquesta obra va ser encara més gran que el de la primera part, malgrat la censura. Abans de la seva mort, Jean de La Fontaine va haver de distanciar-se de les seves Faules.

## Gènere
Jean de La Fontaine no és el primer que utilitza el gènere de la faula. Uns quants segles abans de Crist, Isop practicava les faules i és considerat com el fundador d'aquest gènere. La paraula "faula" ve del llatí fabula, derivat del verb fabulare, "parlar". Una faula es caracteritza per la seva brevetat i simplicitat, on animals amb característiques humanes occupen sovint un lloc central. Les faules tenen un objectiu didàctic; la moralitat no manca gaire i aquest gènere prova doncs d'ensenyar alguna cosa al lector. Algunes faules més conegudes d'Isop van ser reescrites per Jean de La Fontaine, com ara La cigala i la formiga.
Un altre poeta de faules va ser el grec Fedre. S'inspirava en Isop però variava més; després d'un temps va decidir escriure les faules en forma de poema. A més, gràcies a les addicions satíriques i anecdòtiques, els textos de Fedre són menys "secs" que els d'Isop.
El gènere de la faula no ve solament dels grecs i romans, a l'Extrem Orient també s'hi trobaven molts narradors xinesos, indis i perses. Aquestes faules van ser portades pels àrabs a Espanya i després van ser traduïdes al francès. Jean de La Fontaine va conèixer aquestes faules gràcies al saló de Madame de La Sablière, on van venir molts viatgers que havien visitat aquests països llunyans. Era un gènere molt popular entre els lectors francesos, sobretot per l'exotisme.

## Pròleg
Al pròleg, Jean de La Fontaine parla dels seus predecessors com Isop. Els tracta amb respecte i indica que admira la brevetat i simplicitat de la seva obra, però que al segle xvii, la gent vol una altra cosa. Abans de la publicació de les seves Faules, aquest gènere era considerat com "baix". Jean de La Fontaine queda molt modest al pròleg quan indica que ha reescrit algunes faules dels seus predecessors. Volia modernitzar el gènere, que va fer aplicant un estil refinat amb més encant i en forma de poema. Va ser un èxit enorme.

## Primera publicació
La primera publicació de les Faules inclou els llibres I fins a VI. De La Fontaine hi presenta molts animals i comença amb unes de les faules més conegudes: La Cigala i la Formiga. En aquesta faula, Jean de La Fontaine acaba amb la moralitat. En la seva publicació es troba sovint aquest mètode, la moralitat no manca gaire i es troba sovint a la fi de la faula.